# Панамериканский чемпионат по дзюдо 2010
Панамериканский чемпионат по дзюдо 2010 года прошёл 9-10 апреля в столице Сальвадора Сан-Сальвадоре. Чемпионат был 35-м по счёту и пятым, прошедшим под эгидой Панамериканской конфедерации дзюдо.

## Медалисты

### Мужчины
| Категория            | Золото                   | Серебро                     | Бронза                                                    |
| -------------------- | ------------------------ | --------------------------- | --------------------------------------------------------- |
| до 55 кг             | Фреди Лопес · Сальвадор  | Аарон Фукухара · США        | Фермин Дельгадо · Мексика Юссеф Юссеф · Канада            |
| до 60 кг             | Набор Кастильо · Мексика | Фелипе Китадай · Бразилия   | Йосмани Пикер · Куба Хуан Постигос · Перу                 |
| до 66 кг             | Брэдфорд Болен · США     | Карлос Аларкон · Сальвадор  | Рикардо Вальдеррама · Венесуэла Леонардо Кунья · Бразилия |
| до 73 кг             | Николас Триттон · Канада | Антонио Ривас · Венесуэла   | Рональд Хиронес · Куба Бруно Мендоса · Бразилия           |
| до 81 кг             | Флавиу Канту · Бразилия  | Осмай Крус · Куба           | Трэвис Стивенс · США Эммануэль Люсенти · Аргентина        |
| до 90 кг             | Уго Пессанья · Бразилия  | Диего Росати · Аргентина    | Александр Эдмонд · Канада Гарри Легер · США               |
| до 100 кг            | Орейдис Деспайне · Куба  | Леонародо Лейте · Бразилия  | Кристиан Шмидт · Аргентина Кайл Вашкулат · США            |
| свыше 100 кг         | Оскар Брайсон · Куба     | Даниэль Эрнандес · Бразилия | Пабло Карильо · Пуэрто-Рико Даниэль Маккормик · США       |
| Абсолютная категория | Орейдис Деспайне · Куба  | Леонардо Лейте · Бразилия   | Карлос Сантьяго · Пуэрто-Рико Орландо Бассино · Аргентина |

### Женщины
| Категория            | Золото                   | Серебро                    | Бронза                                                 |
| -------------------- | ------------------------ | -------------------------- | ------------------------------------------------------ |
| до 44 кг             | Сандра Санчес · Мексика  | Стефани Гарсиа · Сальвадор | Эредиа, Моника · Эквадор Алекса Лидди · США            |
| до 48 кг             | Сара Менезес · Бразилия  | Даярис Местре · Куба       | Эдна Каррильо · Мексика Паула Парето · Аргентина       |
| до 52 кг             | Юлиет Санчес · Колумбия  | Янет Акоста · Куба         | Виснейбли Мачадо · Венесуэла Жанетт Родригес · США     |
| до 57 кг             | Юрислейди Лупетей · Куба | Марти Мэллой · США         | Джолиан Мелансон · Канада Жосиан Фалко · Бразилия      |
| до 63 кг             | Ярица Абель · Куба       | Янин Накао · США           | Мариана Силва · Бразилия Диана Веласко · Колумбия      |
| до 70 кг             | Келита Зупанчич · Канада | Элен Романелли · Бразилия  | Оникс Алдама · Куба Сараи Мендоса · Сальвадор          |
| до 78 кг             | Майра Агиар · Бразилия   | Яленнис Рамирес · Куба     | Кэтрин Робердж · Канада Кайла Харрисон · США           |
| свыше 78 кг          | Идалис Ортис · Куба      | Ванесса Замботти · Мексика | Мария Альтеман · Бразилия Мелисса Можика · Пуэрто-Рико |
| Абсолютная категория | Идалис Ортис · Куба      | Ванесса Замботти · Мексика | Мария Альтеман · Бразилия Мелисса Можика · Пуэрто-Рико |

## Медальный зачёт
*   Принимающая страна (Сальвадор)
| Место           | Страна          | Золото | Серебро | Бронза | Всего |
| --------------- | --------------- | ------ | ------- | ------ | ----- |
| 1               | Куба            | 7      | 4       | 3      | 14    |
| 2               | Бразилия        | 4      | 5       | 6      | 15    |
| 3               | Мексика         | 2      | 2       | 2      | 6     |
| 4               | Канада          | 2      | 0       | 4      | 6     |
| 5               | США             | 1      | 3       | 7      | 11    |
| 6               | Сальвадор*      | 1      | 2       | 1      | 4     |
| 7               | Колумбия        | 1      | 0       | 1      | 2     |
| 8               | Аргентина       | 0      | 1       | 4      | 5     |
| 9               | Венесуэла       | 0      | 1       | 2      | 3     |
| 10              | Пуэрто-Рико     | 0      | 0       | 4      | 4     |
| 11              | Перу            | 0      | 0       | 1      | 1     |
| 11              | Эквадор         | 0      | 0       | 1      | 1     |
| Всего стран: 12 | Всего стран: 12 | 18     | 18      | 36     | 72    |